# Usine à gaz de Narbonne
L'usine à gaz de Narbonne est une usine qui desservit Narbonne en gaz d'éclairage de 1855 à 1967, date où elle fut détruite.
Autorisée en 1855, elle s'est installée sur ce qui deviendra la première zone industrielle de la ville, près de l'Église Saint-Bonaventure. Symbole du progrès, la voie qui la dessert est appelée rue de l'Avenir (aujourd'hui rue Simon Castan).
Depuis 1816, à Paris, la France s'équipe en gaz d'éclairage.
En 1855, Narbonne qui compte 12 000 habitants, est éclairée par 214 becs. Chez les particuliers on en trouve 150. Chaque jour sont  consommés 650 ou 700 mètres cubes.
Autour de 1885, d'importants agrandissements sont effectués  par la Compagnie générale du gaz pour la France et l'étranger qui sera nationalisée en 1946 au sein de Gaz de France.
Après la fermeture en 1967, les bâtiments non réutilisables sont détruits

## Le gaz produit à Narbonne en 1859

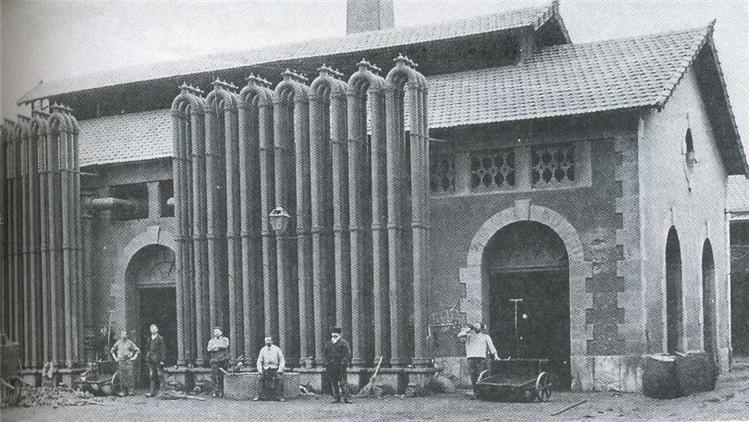
Usine à Gaz. Narbonne

La thermolyse de l'eau sur du charbon de bois menée à l'usine à gaz de Narbonne en 1859, produit un gaz contenant de l'hydrogène et de l'oxyde de carbone. Le travail d'épuration conduit à un gaz composé à 95 % de dihydrogène, utilisé pour l'éclairage. L'usage de l'hydrogène quasi pur conduit à l'utilisation de becs de gaz en platine: la température élevée de la flamme de l'hydrogène aurait bientôt altéré les couronnes, si elles étaient en cuivre jaune. Cet anneau en platine constitue la seule différence entre ces couronnes et celles qui sont employées dans l'éclairage au gaz de houille; peut-être aussi le diamètre des orifices est-il un peu moindre que dans ce dernier système.
« La première tentative faite sur une certaine échelle pour l'éclairage à l'aide du gaz de l'eau, carburé par les vapeurs huileuses, est due à un ingénieur, connu par plusieurs inventions intéressantes, M. Selligue (Alexander Selligue (en)). En 1842, il fabriquait encore aux Batignolles, alors faubourg de Paris, un gaz obtenu par la décomposition de l'eau opérée par le charbon incandescent. Le gaz était rendu éclairant en le saturant à chaud par des huiles extraites des schistes exploités aux environs d'Autun. Une partie du faubourg des Batignolles fut ainsi éclairée par le gaz de cette usine, mais, outre que ce gaz avait l'inconvénient d'être très riche en oxyde de carbone, il avait encore le désavantage de perdre notablement de sa faculté éclairante en s'éloignant de l'usine, surtout lorsque la température ambiante était basse. Cette fabrication fut bientôt abandonnée.
En 1848, M. Gillard construisit à Passy une usine pour fabriquer du gaz en décomposant la vapeur d'eau par le charbon de bois dans de grands cylindres en fonte. Ce gaz, qu'on disait exempt d'oxyde de carbone, en conséquence du mode même de sa fabrication, en contenait néanmoins encore souvent 20 % après son épuration par la chaux.
Dans ce procédé, le gaz était brûlé sans carburation préalable, et la lumière résultait de l'incandescence d'un cylindre à claire-voie en fils de platine placé au-dessus du bec. Ce fut là la première tentative industrielle d'éclairage en rendant le gaz éclairant par sa projection sur le platine.
Pendant quelque temps les ateliers de dorure et d'argenture de M. Christofle, à Paris, furent éclairés par ce même système. Le gaz dont il s'agit, étant très-riche en oxyde de carbone, et dépourvu d'odeur susceptible de révéler les fuites, a été jugé dangereux. Sa fabrication fut peu rémunératrice. On a remarqué aussi que le platine était rapidement mis hors de service par suite d'un changement dans sa structure qui amenait sa désagrégation.
Le système de M. Gillard fut appliqué pendant quelque temps à l'éclairage des rues de la ville de Narbonne. »
« Les premiers essais de gaz à l'eau mettent en relief la présence de 20 à 21 % de monoxyde de carbone, ce qui en fait un gaz toxique et impropre à l'éclairage. Mais en modifiant le procédé (en soustrayant l'acide carbonique avant qu'il ne se transforme en monoxyde carbone) , on obtint plus que 4 à 5 % de monoxyde carbone, ce qui comparé aux 12 % du gaz de houille en fait un gaz très satisfaisant.
La réaction entre la vapeur d'eau se fait dans des cornues en fonte chauffées au rouge-orange. Ces cornues en forme de berceau (1,90 m x 0,39 m x 0,33 m) sont pourvues d'injecteurs pour la vapeur d'eau. L'expérience montre que les fours contenant cinq cornues sont les plus avantageux. La vapeur d'eau est préparée sur le côté dans une chaudière chauffée à la houille et injectée à une pression de 5 à 6 atmosphères. Les injecteurs sont pourvus de capsules de terre réfractaire (80 à 90 par cornue) pour éviter l'obstruction par oxydation du fer au contact de l'eau. Leur disposition font que la vapeur va lécher la surface de charbon de bois incandescent. 
Les cornues contiennent de 75 à 80 kilogrammes de charbon de bois. Le chargement des cornues se fait toutes les cinq heures. Le travail de maintenance est moins important que pour le gaz de houille. 1 mètre cube de gaz requiert 324 grammes de charbon de bois et 4791 grammes de houille.
Le gaz obtenu passe dans des réfrigérants et ensuite des épurateurs dont le but est de délester le gaz de l'acide carbonique venu avec l'hydrogène. Cette épuration se fait au moyen de la chaux hydratée placée sur des cribles. Pour obtenir 800 mètres cubes d'hydrogène, il faut 1 tonne de chaux vive, ce qui par rapport au gaz de houille est énorme. Pour éteindre cette chaux vive il faut 321 kilogrammes d'eau si bien qu'au final on se retrouve avec 2 tonnes de chaux éteinte : des amas de carbonates de chaux s'accumulent aux abords de l'usine. Ce résidu est vendu pour la confection de mortiers mais est pressentie comme engrais.
Le gaz est stocké dans deux gazomètres en tôle contenant 460 mètres cubes chacun. Les tuyaux dont on s'est servi pour les canalisations sont en tôle de fer, étamé à l'intérieur, recouverts d'une épaisse couche de bitume imprégné de sable à l'extérieur. »

## Becs de gaz
À Narbonne en 1870, les« becs sont de trois dimensions différentes d'après le nombre des trous dont leurs couronnes sont percées; il y en a de 20, de 16 et de 12 trous ou jets. C'est dans un anneau de platine que les trous sont pratiqués; la température élevée de la flamme de l'hydrogène aurait bientôt altéré les couronnes, si elles étaient en cuivre jaune. Cet anneau en platine constitue la seule différence entre ces couronnes et celles qui sont employées dans l'éclairage au gaz de houille; peut-être aussi le diamètre des orifices est-il un peu moindre que dans ce dernier système »

### Consommationetpouvoir éclairantdes becs
Becs à 20 jets: 

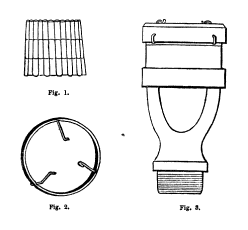
Bec de gaz développé pour les besoins du gaz d'éclairage à Narbonne. La forme de ces mèches (Fig. 1) se rapproche de celle d'une corbeille renversée sans fond. Elles sont fixées par trois supports (Fig. 2), en fil de platine de 0,75 millim. d'épaisseur, à un anneau circulaire qui passe sur la couronne (Fig. 3); la distance entre celle-ci et la base de la mèche est de 4 mm

- Consommation par heure: 380 litres
- Pouvoir éclairant: 16 bougies.(Environ 16 candelas)

Becs à 16 jets:
- Consommation par heure: 230 litres.
- Pouvoir éclairant: 12 bougies.

Becs à 12 jets:
- Consommation par heure: 175 litres.
- Pouvoir éclairant: 7 bougies.

« Sous le rapport de la beauté, l'éclairage au gaz hydrogène laisse peu de chose à désirer. Ce qui rend cette lumière si belle, c'est sa grande fixité, son immobilité; ce n'est pas d'une flamme jamais tranquille, toujours vacillante, c'est d'un corps solide, chauffé à blanc, qu'émane la lumière. Aussi ne fatigue-t-elle aucunement les yeux, et ce qui m'a toujours frappé, c'est qu'on peut regarder fixement la mèche radiante sans que la vue en soit blessée. »
« Cet éclairage jouit aussi d'un grand pouvoir pénétrant. En général les réverbères dans les rues de Narbonne sont distants entre eux de 50 mètres, et cependant la ville est parfaitement éclairée. J'ai passé par une rue qui avait une longueur de 99 mètres, sur une largeur de 4,5 mètres, et qui, étant peu fréquentée, ne recevait de lumière que de deux réverbères, placés à ses extrémités, et dans chacun desquels brûlait un bec à vingt jets; l'éclairage de cette rue était encore très-suffisant. »
« Un seul bec à 16 jets, placé devant l'usine, dans un réverbère qui était élevé à 4 mètres au-dessus du sol, donnait assez de lumière pour qu'on pût lire sans peine un journal à une distance horizontale de 10 mètres, et voir l'heure à la montre à une distance de 45 mètres. »